# Johannes Hiltalingen von Basel

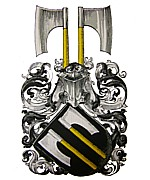
Wappen der Familie Hiltalingen
Wappenbuch der Stadt Basel, 2. Teil

Johannes Hiltalingen von Basel (* um 1333 in Basel; † vor Ende September / Anfang Oktober 1392, begraben in Freiburg im Breisgau) war Magister und Provinzial des Ordens der Augustiner-Eremiten. Im Abendländischen Schisma schloss er sich Papst Clemens VII. an und wurde Ordensgeneral der Avignoner Fraktion des Augustinerordens, später auch Bischof von Lombez.

## Leben
Johannes Hiltalingen stammt aus dem Kleinbasler Geschlecht der Herren von Hiltelingen. Er hat in Avignon studiert und von 1367 bis 1364 als Lektor am Studium generale der Augustiner in Straßburg gelehrt. Von 1365 bis 1267 war er Bibelbakkalaureus in Paris, von 1368 bis 1369 las er dort die Sentenzen des Petrus Lombardus. 1371 wurde er in Paris zum Magister der Theologie promoviert. Er hatte verschiedene Leitungsämter seines Ordens inne, war auch Gutachter im Heiligsprechungsprozess der Birgitta von Schweden. Am 10. März 1389 wurde er zum Bischof von Lombez bei Toulouse ernannt. Da er im Abendländischen Schisma als Seelsorger und Amtsträger zur Avignoner Partei gehörte, ist sein literarisches Werk nur spärlich überliefert und in der frühen Neuzeit nie gedruckt worden. Erst seit 2016 erscheint eine Edition seiner Sentenzenvorlesung, die ein Studium seiner Theologie möglich macht.

## Werk
Philosophie- und theologiegeschichtlich ist das Werk des Johannes von Basel interessant, weil es sich durch ungewöhnlich zahlreiche und genaue Zitate und Quellenangaben auszeichnet und weil sein Autor ein führender Vertreter der deutschen Augustinertheologie war, die auch Einfluss auf Martin Luther hatte.
Mehrfach zitiert er ein ansonsten unbekanntes Gutachten des späteren Papstes Benedikt XII. aus der Avignoner Phase des Prozesses gegen Meister Eckhart, in dem er Eckharts Lehren verteidigt. Das ist das bisher einzig bekannte Zeugnis dafür, dass Meister Eckharts Thesen in den scholastischen Disputationen etwa 40 Jahre nach der Verurteilung Eckharts, noch diskutiert wurden. Mit Meister Eckhart setzt sich Johannes von Basel vor allem in seinen Quaestionen auseinander.
Wie Meister Eckhart lehrt Johannes von Basel ein direktes Einwirken Gottes auf die Seele des Menschen ohne Vermittlung einer geschaffenen Gnade. Dieses Einwirken geschieht durch den Heiligen Geist, der selbst die Gnade und die Liebe ist, eine Lehre des Petrus Lombardus, die in der Scholastik durchwegs abgelehnt wurde.
Aufgrund zahlreicher inhaltlicher, teilweise wörtlicher Übereinstimmungen der Lehren des Johannes von Basel mit einigen mittelhochdeutschen mystischen Traktaten wird die These vertreten, dass Johannes von Basel der sogenannte "Meister des Lehrgesprächs" ist.

## Schriften
- Iohannes de Basilea, Lectura super quattuor Libros Sententiarum Hrsg. von Venício Marcolino, Monica Brînzei, Carolin Oser-Grote. [Bisher vier Bände.] (Cassiciacum Supplementband 20,1; 20,2; 21; 22), Würzburg 2016–2020.
- Responsiones. München Bayerische Staatsbibliothek, Clm 26711, fol. 214ra–301ra. (https://www.digitale-sammlungen.de/de/view/bsb00103424?page=,1)